# Мироново (Архангельская область)
Мироново — деревня в Холмогорском муниципальном округе Архангельской области России. Именовалась ранее в составе Холмогорского уезда, Архангельской губернии — Миронова Гора, далее в составе Курейского сельсовета Холмогорского района, Архангельской области — Мироново (Боброво).
До 2022 года входила в состав ныне упразднённого Холмогорского сельского поселения Холмогорского муниципального района.

## География
Деревня находится в центральной части Архангельской области, в подзоне северной тайги, на левом берегу Курьинки (протока Северной Двины), при автодороге 11К-721, на расстоянии примерно 11 километров (по прямой) к северо-западу от села Холмогоры, административного центра округа. Абсолютная высота — 47 метров над уровнем моря.

### Климат
Климат характеризуется как умеренно континентальный, влажный. Среднегодовая температура воздуха — +0,1…+0,2 °C. Средняя температура воздуха самого холодного месяца (января) — −15…−14 °C (абсолютный минимум — −53 °C), средняя температура самого тёплого (июля) — +15…+16 °С (абсолютный максимум — +36 °C). Годовое количество атмосферных осадков — 570—630 мм, из которых большая часть выпадает в период с апреля по октябрь. Снежный покров держится в течение 180 дней. Среднегодовая скорость ветра составляет 3 — 4 м/с.

### Часовой пояс
Мироново, как и вся Архангельская область, находится в часовой зоне МСК (московское время). Смещение применяемого времени относительно UTC составляет +3:00.

## Население
| 2002 | 2010 | 2012 |
| ---- | ---- | ---- |
| 4    | ↗8   | ↘7   |

### Национальный состав
Согласно результатам переписи 2002 года, в национальной структуре населения русские составляли 100 %.